# Peter Dettweiler
Peter Dettweiler, född 4 augusti 1837 i Wintersheim, död 12 januari 1904 i Kronberg im Taunus, var en tysk läkare, skapare av de tyska folksanatorierna.
Dettweiler grundlade i Falkenstein i Taunus 1892 Tysklands första folksanatorium för tuberkulos, vilket sedermera flyttades till Ruppertshain. År 1895 blev han chefsläkare vid det storartade aktiesanatoriet i Falkenstein. Själv lungsiktig, prövade han på sig själv med framgång och angav till stor del den vid lungsotssanatorierna senare allmänt använda dietisk-fysikaliska terapin.